# Inkerman
Inkerman (ukrajinsko in rusko Інкерман, Inkerman, krimsko tatarsko İnkerman) je ukrajinsko mesto na polotoku Krimu. Inkerman leži 5 km vzhodno od Sevastopola ob izlivu reke Čorna, ki se izliva v Sevastopolski ali Severni zaliv. Administrativno spada v Sevastopol, mesto s posebnim statusom, ki ni del Avtonomne republike Krim. Leta 2014 je imel Inkerman 10.384 prebivalcev. Mesto je trenutno de facto pod nadzorom Rusije, de iure pa spada v Ukrajino.

## Ime
Ime Inkerman je sestavljeno iz turškega in - jama, luknja, in kermen - trdnjava, torej pomeni "jamska trdnjava".
V sovjetskem obdobju od leta 1976 do 1991 se je imenoval  Bilokamjansk (ukrajinsko Білокам'янськ) ali Belokamensk (rusko Белокаменск), kar dobesedno pomeni "mesto iz belega kamna" in se nanaša na mehak bel kamen, ki so ga lomili v okolici in uporabljali za gradivo. Leta 1991 so ukrajinske oblasti vrnile mestu staro ime Inkerman.

## Zgodovina
Okolica Inkermana je bila naseljena od starega veka. Jamski samostan svetega Klementa v bližini Inkermana so v 8. stoletju ustanovili bizantinski častilci ikon, ki so pobegnili pred preganjalci v svoji domovini. V sovjetskem obdobju je bil samostan zaprt, več cerkva pa je bilo porušenih. Oboje je bilo po letu 1991 obnovljeno in ponovno služi svojemu nameno. 
Mesto se je sprva imenovalo Kalamita (grško Καλαμίτα) in je bilo srednjeveška trdnjava, zgrajena v 8.-9. stoletju na strateški pečini s pogledom na estuarij. V 14. stoletju je bila razširjena.  Leta 1475 so Kalamito skupaj s kneževino Teodoro zavzeli Turki in jo preimenovali v Inkerman. Po Kučukkajnarškem mirovnem sporazumu, sklenjenem leta 1774, je bila trdnjava opuščena in je propadla, majhna naselbina ob vznožju pečine pa je ostala. 
Mesto je postalo središče svetovne pozornosti  med krimsko vojno leta 1854, ko je bil Inkerman prizorišče bitke pri Inkermanu in bitke pri Černaji, obe zmagoviti za francoske in britanske čete. 
V sovjetskem obdobju je bilo pod skalnimi pečinami na območju Inkermana veliko podzemno skladišče streliva črnomorske flote. Skladišče je bilo opuščeno v 70. letih dvajsetega stoletja po eksploziji, ki je poškodovala objekt, vendar ni uničila vseh njegovih zalog. Mesto ni bilo kdo ve kako zavarovano do leta 1990, ko so lokalni prebivalci začeli odnašati eksplozivne naprave, kar je povzročilo številne smrti. Leta 2000 je skladišča zavaroval in  začel uničevati  zastarelo strelivo Inženirski korpus ukrajinske vojske v okviru posebnega vladnega programa. 
Inkerman se je takrat večinoma vrnil v svoje nejasno stanje pred razpadom Sovjetske zveze, služil kot predmestje Sevastopola in bil s trajekti povezan z mestnim središčem. V njegovi bližini je ena od večjih krimskih vinskih kleti z blagovno znamko Inkerman. Vzhodno od mesta se začne priljubljena pohodniška pot, ki vodi v Krimsko gorovje.

## Galerija
- Inkerman okoli leta 1830
- Inkermanski jamski samostan okoli leta 1910
- Inkermanski jamski samostan leta 2009

## Sklic
1. ↑  Russian Federal State Statistics Service (2014). "Таблица 1.3. Численность населения Крымского федерального округа, городских округов, муниципальных районов, городских и сельских поселений" [Table 1.3. Population of Crimean Federal District, Its Urban Okrugs, Municipal Districts, Urban and Rural Settlements]. Федеральное статистическое наблюдение «Перепись населения в Крымском федеральном округе». ("Population Census in Crimean Federal District" Federal Statistical Examination) (in Russian). Federal State Statistics Service. Pridobljano 4. januarja 2016.